# ハジマルイオン
ハジマルイオンは、コンポーザー／キーボード／ボーカロイド･プロデューサー 鶴三(ツルゾウ)とボーカリスト／歌い手 ムイカによって結成された音楽ユニット。
共同プロデューサーはアーティスト,アレンジャー,DJ など多方面で活躍中のサウンドクリエイター中塚武。エレクトロ,フュージョン,ジャズ,クラブミュージック,ロックを新たな感覚で融合させ、曲中アレンジで“キメ”が多用されているサウンドが特徴的なハイパーPOP。

## 概要
2021年2月、鶴三がボカロPデビュー、ボカロ曲「ハジマル」(現在非公開)をYouTubeとニコニコ動画に初投稿。
2021年5月、歌い手として活動していたムイカが鶴三の「promise」をカバー投稿。
2022年4月、鶴三の新曲「リダイヤル」を"ボーカロイド×ボーカリスト"企画として"鏡音リン×ムイカ"によるデュエット･ソングで投稿。
2022年11月、ハジマルイオンとしてのデビュー･シングル「ハジマル」を配信リリース。
2022年11月、鶴三が1st アルバム「自遊美楽」を配信リリース。
2023年2月2ndシングル「dreamer」、4月3rdシングル「遊覧空間」を配信。また公式キャラクター「イオ」と「クーロ」を漫画家『あらゐけいいち』が描き下ろしたことを発表。
2023年12月4thシングル「答えのない夜ばかり」を配信リリース。MVにはタレント村重杏奈が出演。
2024年、日本初となるサーフィンのプロリーグ「S.LEAGUE」開幕シーズンのオフィシャルソングを担当することが決定。
2024年8月5thシングル「MAKE」を配信リリース。

## メンバー
鶴三（ツルゾウ）
作詞／作曲／編曲／キーボード担当。ボーカロイド･プロデューサーとしても活動中。
ムイカ
ボーカル担当。歌い手としても活動中。

## ディスコグラフィ

### 配信限定シングル
|     | 配信日         | タイトル           | 作詞/作曲 | 編曲         |
| --- | -------------- | ------------------ | --------- | ------------ |
| 1st | 2022年11月11日 | ハジマル           | 鶴三      | 中塚武／鶴三 |
| 2nd | 2023年2月22日  | dreamer            | 鶴三      | 中塚武／鶴三 |
| 3rd | 2023年4月28日  | 遊覧空間           | 鶴三      | 中塚武／鶴三 |
| 4th | 2023年12月22日 | 答えのない夜ばかり | 鶴三      | 中塚武／鶴三 |
| 5th | 2024年8月1日   | MAKE               | 鶴三      | 中塚武／鶴三 |